# La Chapelle-du-Bois
La Chapelle-du-Bois är en kommun i departementet Sarthe i regionen Pays de la Loire i nordvästra Frankrike. Kommunen ligger i kantonen La Ferté-Bernard som tillhör arrondissementet Mamers. År 2022 hade La Chapelle-du-Bois 779 invånare.

## Befolkningsutveckling
Antalet invånare i kommunen La Chapelle-du-Bois
| Referens: INSEE |